# Graminaseius lituatus
Graminaseius lituatus är en spindeldjursart som först beskrevs av Athias-Henriot 1961.  Graminaseius lituatus ingår i släktet Graminaseius och familjen Phytoseiidae. Inga underarter finns listade i Catalogue of Life.